# Миљијарина (Маса-Карара)
Миљијарина је насеље у Италији у округу Маса-Карара, региону Тоскана.
Према процени из 2011. у насељу је живело 139 становника. Насеље се налази на надморској висини од 174 м.